# 海迪·比布尔
海迪·比布尔（德語：Heidi Biebl，1941年2月17日—2022年1月20日），德国女子高山滑雪运动员。她曾代表德国参加1960年和1964年冬季奥林匹克运动会高山滑雪比赛，获得一枚金牌。